# Ayila Yussuf
Ayila Yussuf (* 4. November 1984 in Lagos) ist ein nigerianischer ehemaliger Fußballspieler.

## Karriere

### Verein
Yussuf kam 2003 vom nigerianischen Klub Union Bank zu seinem heutigen Verein Dynamo Kiew. Für die Rückrunde der Spielzeit 2012/13 wurde er an den türkischen Erstligisten Orduspor ausgeliehen. Nachdem Orduspor zum Saisonende den Klassenerhalt verpasst hatte, kehrte Yussuf zu Kiew zurück.

### Nationalmannschaft
Für Nigeria debütierte der Defensiv-Allrounder im März 2005 beim Spiel gegen Gabun und nahm 2006 am Afrika-Cup teil, wo er mit Nigeria das Halbfinale erreichte. Obwohl er oft von Verletzungen zurückgeworfen wird, ist er mittlerweile eine feste Größe in seinem Verein und in der nigerianischen Nationalelf.

## Erfolge
- Ukrainische Meisterschaft: 2007, 2009
- Ukrainischer Pokal: 2005, 2006, 2007
- Ukrainischer Supercup: 2006, 2009
- Teilnahme am Afrika-Cup 2006 (4 Einsätze)